# 陈鹏飞 (长江学者)
陈鹏飞（1972年1月—），南京大学教授，研究领域为天体物理专业太阳物理，任中华人民共和国教育部2015年度“长江学者”特聘教授。

## 生平
1999年获得南京大学天文系理学博士学位，后留校任教。